# Dobromir Osiński
Dobromir Kanut Osiński (ur. 18 kwietnia 1910 w Berlinie, zm. 28 czerwca 1973 w Poznaniu) – polski urzędnik pocztowy i samorządowiec, radny Poznania, poseł do Krajowej Rady Narodowej (1945–1946). 

## Życiorys
Po dziewięcioletnim pobycie w Niemczech zamieszkał wraz z rodziną w Poznaniu, gdzie kształcił się w gimnazjum im. Św. Jana Kantego. Po uzyskaniu matury pracował na poczcie w Poznaniu (do 1945). Po zakończeniu wojny organizował system pocztowy w Wielkopolsce (w tym na tzw. Ziemiach Odzyskanych), pracował również jako naczelnik w Dyrekcji Okręgowej Poczty i Telekomunikacji w Poznaniu (do 1950). W 1950 został zatrudniony w Przedsiębiorstwie Budowlanym. Trzynaście lat później mianowano go kierownikiem w Dyrekcji Okręgu Poczty i Telekomunikacji w Olsztynie. 
W 1945 wstąpił do Stronnictwa Demokratycznego, gdzie był m.in. wiceprzewodniczącym oraz członkiem Prezydium WK, jak również przewodniczącym MK i PK w Poznaniu. Zasiadał w CK. Sprawował mandat radnego MRN w Poznaniu i Rady Narodowej m. Poznania (1945–1950, i 1958–1965, w latach 1958–1961 był członkiem Prezydium). W 1945 powołany w skład Krajowej Rady Narodowej, z której odwołano go w 1946 wraz z A. Klimowiczem. Był przeciwnikiem udziału SD w tzw. Bloku Demokratycznym.
Działał społecznie, był m.in. wiceprezesem Zarządu Wojewódzkiego Towarzystwa Przyjaźni Polsko-Radzieckiej oraz pełnił obowiązki wiceprezesa Klubu Sportowego "Warta". 
Został pochowany na Cmentarzu Junikowskim w Poznaniu. Miał syna Zygmunta (ur. 1935) i córkę Aleksandrę (ur. 1938). Wnuki: Witold Osiński (ur. 1958), Andrzej Apolinarski (ur. 1963) i Grażyna Apolinarska (ur. 1967) 